# Scenopinus masoni
Scenopinus masoni är en tvåvingeart som beskrevs av Kelsey 1974. Scenopinus masoni ingår i släktet Scenopinus och familjen fönsterflugor.
Artens utbredningsområde är Colorado. Inga underarter finns listade i Catalogue of Life.